# Oona Eisenstadt
Oona Eisenstadt é uma estudiosa americana de estudos religiosos. Ela é Professora Fred Krinsky de Estudos Judaicos e Professora de Estudos Religiosos no Pomona College em Claremont, na Califórnia, e chefe do departamento de Inglês da faculdade. Os seus interesses de pesquisa incluem filosofia continental, filosofia judaica e temas religiosos na literatura infantil. Eisenstadt é especialista nos filósofos Emmanuel Levinas e Jacques Derrida.